# Felix Holt, le radical
Pour les articles homonymes, voir Holt.
Felix Holt, le radical (titre original : Felix Holt, the Radical) est un roman social et de politique-fiction  de la romancière victorienne George Eliot (1819-1880), paru en 1866 chez l'éditeur londonien William Blackwood and Sons. Il décrit les querelles politiques dans une petite ville anglaise à l'époque de la loi de réforme (Reform Act) de 1832.
L'histoire raconte une élection, celle d'Harold Transome, riche propriétaire foncier, opportuniste se prétendant acquis à la « cause radicale » alors qu'il vient d'une famille conservatrice et la contestation de cette élection par Felix Holt, son adversaire, radical sincère et opiniâtre. Une intrigue secondaire fait intervenir la belle-fille d'un ministre du parti des Dissidents anglais qui, ignorant qu'elle est la véritable héritière du domaine de Transome, est courtisée en même temps par ce dernier et par Holt.

## Genèse de l'œuvre
Durant le printemps 1864, le neveu de George Eliot lui annonce la mort de son père Robert Evans Jr. et celle d'Henry Houghton, le mari de sa demi-sœur Fanny. Son compagnon George Henry Lewes, apprend au même moment le décès de son beau père et part rendre visite à sa mère pour la soutenir et organiser les funérailles.
En 1864 est publiée l'autobiographie spirituelle Apologia Pro Vita Sua de John Henry Newman. Après avoir lu cet ouvrage, George Eliot écrit à Sarah Hennel son indignation envers un livre qu'elle juge arrogant, vulgaire avec un manque de scrupules évident. Incroyante, elle demeure néanmoins proche des personnes en quête de spiritualité quel que soit leur type de dévotion, même si, comme elle l'écrit à son ami le docteur Thomas Clifford Allbutt, elle pense que le mieux est de vivre sans attache spirituelle. Cependant, fidèle à Spinoza et Feuerbach, elle veut écrire un livre sur les conséquences, la portée de la raison sur la religion,.
George Eliot commence à rédiger les premières pages de Felix Holt le 19 mars 1865 et écrit les dernières pages le 31 mai 1866. Les trois volumes de Felix Holt sont publiés le 14 juin 1866 pour un tirage de 5 252 exemplaires. Il faut attendre décembre 1868 pour que Felix Holt soit publié en un volume à un prix modéré. Le roman est publié aux États-Unis par les éditions Harpers and Brothers en 1866, il est traduit en allemand, suédois, néerlandais et russe en 1867, en hongrois en 1874

## Résumé de l'intrigue
Le début de l'histoire présente la communauté fictive de Treby, dans les Midlands anglais en 1832. Harold Transome, riche propriétaire local, de retour chez lui après une carrière commerciale de quinze ans au Moyen-Orient avec une fortune d'environ 150 000 £ gagnée grâce au commerce, se présente aux élections législatives pour le siège du comté de North Loamshire. Mais contrairement aux traditions conservatrices de sa famille, il a l’intention de se présenter en tant que radical. Cela l'éloigne de ses alliés traditionnels et provoque le désespoir de sa mère, Mrs. Transome. Harold Transome obtient le soutien de son oncle conservateur, le recteur de Little Treby, et sollicite l'aide de l'avocat de sa famille, Matthew Jermyn, comme agent électoral.
Sa campagne électorale est en grande partie centrée sur le village de Treby Magna où réside Felix Holt, récemment revenu de longs voyages à Glasgow pour vivre avec sa mère. Il rencontre le révérend Rufus Lyon, un ministre Dissident de Treby Magna comme lui sympathisant de la cause radicale, et sa belle-fille, Esther. Holt se lie d'amitié avec Lyon mais semble traiter Esther avec condescendance.
Harold Transome apprend que Jermyn gère mal le domaine de Transome et détourne de l'argent pour lui-même. Transome garde le silence pendant les élections, mais Jermyn tente d'élaborer un plan pour échapper à de futures poursuites. Pendant ce temps, Felix assiste à des réunions de campagne en faveur de la cause radicale dans la ville minière voisine de Sproxton. Il est en colère contre le fait que les voix des travailleurs soient « achetées » avec de la bière. Felix fait part de ses inquiétudes à Harold Transome, qui réprimande John Johnson pour ses méthodes électorales. Cependant, Jermyn convainc Transome de ne pas intervenir.
Le révérend Lyon apprend de Maurice Christian, serviteur de Philippe Debarry, l'identité possible du père biologique d'Esther. Le révérend Lyon décide de dire la vérité à Esther sur son père. La vision de la vie d'Esther change lorsqu'elle découvre qu'elle est en fait la belle-fille du révérend Lyon. Sa relation avec son beau-père s'approfondit, tandis qu'elle désire également imiter les normes morales élevées que lui a inculquées Felix Holt. Voyant le changement dans le caractère d'Esther, Felix Holt commence à tomber amoureux d'elle. Cependant, tous deux partagent le sentiment qu’ils ne sont jamais destinés à se marier. Pendant ce temps, le révérend Lyon défie le révérend Augustus Debarry à un débat théologique. Le débat est initialement convenu, mais il est annulé à la dernière minute.
Des émeutes éclatent le jour des élections à Treby Magna. Des mineurs ivres de Sproxton agressent les habitants de la ville et détruisent sans raison des biens. Felix Holt est pris dans les émeutes et tente témérairement de détourner l'hostilité de la ville. Mais finalement, Felix Holt est accusé d'homicide involontaire sur un policier qui tentait de disperser l'émeute. Harold Transome perd également l’élection face à Debarry.
Harold Transome entame une procédure judiciaire contre Jermyn pour la mauvaise gestion du domaine de Transome par ce dernier. Jermyn riposte en menaçant de révéler le véritable propriétaire du domaine de Transome. Cependant, Maurice Christian informe les Transome que la véritable propriétaire du domaine est en fait Esther Lyon. Harold Transome l'invite au domaine Transome, espérant la persuader de l'épouser. Harold et Esther établissent une bonne relation, et Esther devient également plus sympathique envers Mme Transome, dont le désespoir continue de s'approfondir. Esther se sent déchirée entre Harold Transome et Felix Holt. Elle compare une vie de richesse confortable avec Harold Transome et d’affection maternelle avec Mme Transome, à une vie de croissance personnelle dans la pauvreté avec Felix Holt. Pendant ce temps, lors du procès de Felix Holt, le révérend Lyon, Harold Transome et Esther Lyon se portent tous garants de sa moralité, mais il est néanmoins reconnu coupable d'homicide involontaire. Harold Transome et les Debarrys cherchent à faire gracier Felix Holt.
Harold Transome demande Esther Lyon en mariage, avec le soutien enthousiaste de Mme Transome. Mais malgré les sentiments d'Esther envers Harold et Mrs. Transome, elle décline la proposition. Lors d'une altercation entre Jermyn et Harold Transome, il est révélé que Jermyn est le père d'Harold Transome. Harold considère qu'il ne sera plus apte à épouser Esther. Esther renonce également à ses droits sur le domaine de Transome. L'histoire se termine avec le mariage de Felix Holt et d'Esther Lyon, qui s'éloignent de Treby, avec le révérend Lyon. Matthew Jermyn est finalement ruiné et part à l'étranger, tandis que John Johnson reste et prospère en tant qu'avocat. Les Debarrys restent amis avec les Transomes, et le passé n'est jamais évoqué.

## Personnages
- Felix Holt - Jeune homme sérieux, d'opinions radicales, récemment revenu à Treby Magna après des études de médecine à Glasgow. Préfèrant une vie de pauvreté ouvrière à une vie de richesse confortable, il est horloger et subvient aux besoins de sa mère et de son enfant adoptif, Job. Bien qu'il ne soit pas pratiquant, il se lie d'amitié avec le pasteur du parti Dissident de Treby Magna, le révérend Rufus Lyon. Felix est d'abord dédaigneux à l'égard d'Esther, la fille raffinée du révérend Lyon, mais son attitude envers elle finit par s'adoucir et il tombe amoureux d'elle. Ses actions sincères mais imprudentes lui valent le mépris de nombreux habitants de Treby et lui valent des ennuis lors des émeutes du jour de l'élection.
- Harold Transome - riche propriétaire terrien de 35 ans, récemment revenu à Treby après une carrière commerciale de 15 ans au Moyen-Orient. Il revient en Angleterre, veuf, avec un jeune fils, Harry. Il se présente aux élections législatives dans le comté de North Loamshire en tant que radical, contrairement aux traditions conservatrices de sa famille. Peu de temps après son retour en Angleterre, il découvre la mauvaise gestion par Jermyn du domaine de Transome et, tout en utilisant Jermyn comme agent électoral, Harold Transome conçoit des procédures judiciaires à son encontre. La relation entre les deux hommes se détériore au fur et à mesure que l'histoire progresse. Jermyn le confronte à des informations sur un éventuel contestataire de la propriété du domaine de Transome. Harold Transome se prend également d'affection pour Esther Lyon plus tard dans l'histoire.
- Esther Lyon - Belle-fille du pasteur dissident de Treby Magna, le révérend Rufus Lyon. Esther gagne modestement sa vie en tant qu'enseignante. Elle a également un sens raffiné de la mode et des manières. Son apparence et son comportement raffinés semblent d'abord répugner à Felix Holt, mais son sérieux croissant atténue son dédain. Le fait d'apprendre qu'elle n'est pas la fille biologique du révérend Lyon ne diminue pas son affection filiale, mais renforce au contraire leur relation. Son nouveau passé lui apporte une nouvelle richesse potentielle lorsqu'elle apprend qu'elle est la véritable héritière du domaine de Transome. Plus tard dans l'histoire, Esther se sent déchirée entre Felix Holt et Harold Transome, tous deux amoureux d'elle.
- Révérend Rufus Lyon - Pasteur dissident à Treby Magna, qui a une belle-fille, Esther. Il se lie d'amitié avec Felix Holt, un radical. Il apprend également de Maurice Christian l'identité possible du père biologique d'Esther. Tout au long de l'histoire, le lien entre sa belle-fille et lui se renforce, et il reste un ami utile pour Felix Holt. Ce personnage est inspiré du père de Mary Franklin.
- Matthew Jermyn - Avocat de la famille Transome et ancien gestionnaire du domaine Transome. Il accepte d'être l'agent d'Harold Transome lors des élections du comté. Cependant, après que Transome a découvert sa mauvaise gestion du domaine, Jermyn élabore des plans pour éviter les poursuites judiciaires. Il découvre un possible contestataire de la propriété du domaine de Transome, information qu'il tente d'utiliser contre Harold. Jermyn s'attire également le mépris de John Johnson et de Maurice Christian. Il détient également un autre secret de Transome.
- Mrs. Transome - Mère de Harold Transome. La sénilité de son mari l'a laissée à la tête du domaine Transome pendant l'absence de ses fils. Avant le début de l'histoire, son fils aîné irresponsable est mort et elle attend avec impatience le retour de son fils cadet en Angleterre. Harold Transome revient effectivement, mais les espoirs qu'elle nourrissait quant à leur vie future heureuse sont vite déçus. Son fils la traite avec gentillesse, mais sans la compagnie qu'elle espérait, et le désespoir de Mme Transome face à l'évolution de sa situation s'accentue à mesure que l'histoire progresse.
- Maurice Christian - Serviteur de Philippe Debarry. Il découvre et révèle des informations cruciales à divers personnages à différents stades de l'histoire. Sir Maximus Debarry apprend par Maurice Christian que Harold Transome est un candidat radical. Le révérend Lyon apprend, lors d'un entretien avec Christian, l'identité possible du père biologique d'Esther. Jermyn confronte Christian à son passé et l'identifie comme Henry Scaddon, un criminel qui a été détenu dans une prison française avec un certain Maurice Christian Bycliffe, avec lequel il a échangé ses noms. On découvre ainsi que M. Bycliffe est le père biologique d'Esther Lyon. Maurice Christian rencontre un facturier nommé Tommy Trounsem qui a un droit légitime sur le domaine de Transome. Mais à la mort de Trounsem, Maurice Christian informe Harold Transome du droit d'Esther Lyon à la succession du domaine
- John Johnson - Agent électoral travaillant pour Harold Transome. M. Johnson reçoit le patronage de Matthew Jermyn, bien qu'il nourrisse un ressentiment croissant à l'égard de ce dernier. Il encourage un groupe de mineurs dans un pub de Sproxton à soutenir vocalement la cause radicale en leur « offrant » de la bière, malgré les objections de Felix Holt et Harold Transome. Cette tactique se retourne contre lui lorsque les travailleurs en état d'ébriété se transforment en une foule émeutière le jour des élections.
- Thomas Trounsem - Préposé aux factures et résident du domaine de Transome. Il s'agit en fait d'un membre de la famille Transome qui vit dans la pauvreté. Tant qu'il est en vie, le domaine de Transome reste légalement la propriété de la famille Transome. Cependant, lorsque Tommy Trounsem meurt lors des émeutes du jour de l'élection, Esther Lyon devient la propriétaire légitime du domaine de Transome.
- Sir Maximus Debarry - Baronnet conservateur. Il est le voisin et l'allié traditionnel de la famille Transome. Cependant, son amitié avec les Transome est suspendue lorsqu'il découvre la position d'Harold Transome en tant que radical. Mais après les élections, l'amitié entre les deux familles est rétablie. Sir Maximus Debarry s'efforce également d'obtenir la grâce de Felix Holt.
- Philip Debarry - Neveu du révérend Augustus Debarry et candidat conservateur pour le siège de North Loamshire aux élections parlementaires. Il envoie Maurice Christian rencontrer le révérend Lyon pour récupérer des biens personnels perdus. Philip Debarry remporte l'élection pour le siège de North Loamshire au Parlement et permet à Felix Holt d'être gracié par le ministre de l'Intérieur.
- Mr. Transome, Senior - Père de Harold Transome. M. Transome, père est sénile et le domaine est géré par Mrs. Transome et Matthew Jermyn, avant le retour d'Harold Transome en Angleterre. Il aime jouer avec le jeune fils d'Harold Transome, Harry.
- Mary Holt - Mère de Felix Holt. Sa situation dans l'histoire reflète celle de Mrs. Transome : toutes deux sont amères et se plaignent, avec des fils qui se sont élevés au-dessus de cela grâce à leurs propres personnalités fortes et pleines de principes.
- Révérend John Lingon - Recteur de Little Treby et oncle d'Harold Transome. Malgré ses origines conservatrices, il accepte d'aider Harold Transome lors des élections.

## Réception et critique
Après l'échec de Romola, George Eliot revient avec Felix Holt au cadre provincial anglais qui lui est plus familier et reprend sa relation d'édition avec Blackwood's Magazine . George Henry Lewes et John Blackwood se montrent tous deux enthousiastes à l’idée de publier un roman en rapport avec l’actualité. Cependant, à la sortie de l'histoire, certaines critiques ont été émises sur le fait qu'elle ne mett pas suffisamment l'accent sur la politique, bien que cela puisse être considéré comme représentant un thème sous-jacent du livre. Dans l’ensemble, Felix Holt remporte un succès moyen, et  restera l’un des romans les moins lus de George Eliot. Lynda Mugglestone, dans son introduction à l'édition Penguin de 1995 du roman, affirme qu'il a « souvent été compté parmi les échecs relatifs d'Eliot plutôt que parmi ses véritables succès »  et affirme en outre que les déficiences discutables du personnage de Felix Holt sont dans une certaine mesure responsables de cette évaluation. Dans la même veine, Henry James dit à propos du personnage de Felix : « Felix est un fragment. » 
En janvier 1868, Eliot publie un article intitulé Address to Working Men, by Felix Holt (« Adresse aux travailleurs, par Felix Holt ») dans la foulée de la loi de réforme de 1867 qui étend le droit de vote au-delà des classes agraires et rédigée au nom de Felix Holt et signée par lui.

## Adaptations
- Un film muet en noir et blanc intitulé Felix Holt a été réalisé en 1915[6].
- La BBC Radio a produit une adaptation en trois parties de Felix Holt, en 2007, écrite par Michael Eaton[7].